# Пізно
«Пізно» — оповідання Лесі Українки.

## Історія публікацій
Вперше надруковано у виданні: Література. Зб. 1. К., 1928, стор. 187 — 188.

## Історія написання
Недатований автограф має кілька авторських скорочень і виправлень, зберігається в Центральній науковій бібліотеці АНУРСР (далі: ЦНБ АН УРСР) у відділі рукописів (І, 8906). Закреслено перше речення «Вже пізно». У реченні «Тільки все ж не могла вона привикнути до того тону, з яким її чоловік, багато молодший від неї», говорить перед гостями: «Як би ви думали, чий се портрет?» — і, натішившись ваганням гостей, вимовляв: «Се моя жінка! ха-ха!». Слова: «багато молодший від неї» зняті. Речення «Одного разу жінка попросила чоловіка сказати, які книжки треба читати для того, щоб набути відомостей по політ[ичній] економії…» спочатку починалося словами: «Був навіть такий час, коли…».
Датується орієнтовно 1893 р. на підставі спогадів сучасників письменниці.